# Кто умрёт сегодня
«Кто умрёт сегодня» — советский короткометражный фильм 1967 года режиссёра Виктора Греся, его дипломная ВГИКовская работа.

## Сюжет
Озеро Сиваш. Великая Отечественная война. Из окружения выходит небольшой отряд красноармейцев, люди страдают от ран и жажды. Наконец, когда они наталкиваются на колодец, над ними зависает немецкий истребитель и начинает охоту за бессильными людьми, которым негде спрятаться…

## В ролях
- Бронюс Бабкаускас — немецкий летчик
- Владимир Горобей — красноармеец
- Владимир Волков — красноармеец
- Екатерина Крупенникова — медсестра
- Анатолий Помилуйко — красноармеец
- Виктор Полищук — красноармеец
- Вячеслав Воронин — красноармеец
- Борис Болдыревский — красноармеец
- Иван Бондарь — красноармеец

## О фильме
Выполненная в жанре символизме, без единого слова, «полулегендарная дипломная работа» режиссёра, зачастую упоминается, что фильм был запрещён, но это не так — в одном из интервью сам режиссёр рассказал, что фильм во ВГИКе был защищён «на отлично», но фильм снимался для киноальманаха о войне, куда по стилистике не подходил, и не был взят, что было неправильно понято на Киностудии им. Довженко, куда был распределён выпускник Гресь:

Мой фильм был пронизан библейскими мотивами, а как в те годы можно было допустить такую стилистику? … Во ВГИКе я защитился на отлично. Возвращаюсь в Киев, а на меня уже выпущен приказ — «без права постановки». Я приезжаю в Москву получать диплом и рассказываю все председателю комиссии Марку Донскому, а он такой эмоциональный: 
"Я, народный артист, лауреат Государственной премии поставил «отлично» — значит это — «отлично везде и для всех, в том числе и для Украины!».— режиссёр фильма Виктор Гресь